# 仲山納卡里猿
仲山納卡里猿（Nakalipithecus nakayamai），又名納卡里猿仲山種，是史前的類人猿，生存於1000萬年前中新世晚期的肯亞。牠是新的納卡里猿屬的模式種。化石包括了一個顎骨及11塊獨立的牙齒，於2005年在肯雅北部裂谷省的納卡里發現，故以此地區命名。種小名是以日本地質學家大友仲山來命名，他在發掘項目期間身故。
這些化石牙齒表面由厚的琺瑯質覆蓋，顯示牠們是吃如堅果或種子等堅硬食物。納卡里猿屬非常接近大猩猩、黑猩猩及人類的最後共同祖先，故牠們是人亞科的基底成員，在這三個分支分裂前出現。納卡里猿屬很像另一種在希臘及土耳其的史前歐蘭猿。
納卡里猿屬在演化上的重要性是雙重的。首先，牠們連同歐蘭猿提供了人亞科在800萬年前之後才分支的證據。第二，牠們支持了人類的近親是在非洲演化的。另一個說法指現今類人猿在非洲經已滅絕，而人科原先是屬於亞洲並及後重返非洲，因為納卡里猿屬的發現而顯得不可信。